# Makrele
Die Makrele (Scomber scombrus, engl. Atlantic Mackerel) ist ein in Küstengewässern lebender Schwarmfisch. Er ernährt sich von Plankton und Fischbrut von Heringen, Dorschen oder Sprotten. Populationen der (atlantischen) Makrele kommen in den Küstengewässern Nordamerikas, im offenen Nordostatlantik, in der Nordsee und der westlichen Ostsee, im Mittelmeer und im Schwarzen Meer vor. Brutgebiete der Nordsee-Population befinden sich in der Irischen See und am Westrand der Norwegischen Rinne. Makrelen können 60 Zentimeter lang, bis zu 3,4 kg schwer und 17 Jahre alt werden.

## Lebensweise
Makrelen werden zu den Thunfischartigen gezählt. Anders als die meisten Fische hat die Makrele keine Schwimmblase, wodurch sie einerseits ohne Druckausgleich schnell die Wassertiefe wechseln kann, andererseits aber auch ständig durch Bewegung für Auftrieb sorgen muss, um nicht zu versinken. Makrelen gehören zu den Schwarmfischen und halten sich meist nahe der Wasseroberfläche auf. Während der winterlichen Ruhezeit in tieferen Gewässern nehmen sie keine Nahrung auf. Ab Frühjahrsbeginn, wenn die Wassertemperaturen zwischen 11 °C und 14 °C liegen, nähern sie sich dem Ufer und ernähren sich vorwiegend von Plankton. Nach der Laichzeit im späten Frühjahr und Sommer steigt der Nahrungsbedarf sprunghaft an. In Gruppen machen sie dann Jagd auf die Brut anderer Fischarten. Dabei ziehen die Makrelen zusammen mit den Heringsschwärmen über weite Strecken.

## Aussehen
Wegen ihrer torpedoartigen Körperform wird die Makrele oft als der eleganteste Speisefisch bezeichnet. Sie ist langgestreckt und stromlinienförmig gebaut. Weitere Kennzeichen sind die stark gegabelte Schwanzflosse, die glänzend grünblaue Färbung und die Querstreifen auf dem Rücken. Die grünblaue Farbe wechselt nach dem Tod der Makrele sehr schnell in ein reines Blau bis Blauschwarz. Die Flanken schimmern perlmuttfarben, die Bauchseite ist weiß. Der gesamte Körper ist mit festen kleinen Schuppen besetzt. Wie bei allen Artverwandten dieser Gattung stehen hinter der zweiten Rücken- und der Afterflosse je fünf einzelne kleine Flossen, „Flössel“ genannt.

## Herkunft
In der Regel kommt die Makrele in der Nähe der Schelfkante in 0–1000 m, gewöhnlich 200 m Tiefe vor. Obwohl sie warme Gewässer bevorzugt, zählt sie zu den Atlantikfischen. Vom Nordkap entlang der europäischen Atlantikküste einschließlich der Nordsee und westlichen Ostsee bis ins Mittelmeer tritt sie in verschiedenen Unterarten auf. Sie kommt in amerikanischen Gewässern vor, und in den Subtropen gesellt sich ihr noch die artverwandte – etwas kleinere – spanische Makrele hinzu.

## Fangmethoden und Regulierung
Hauptfanggerät der Makrelenfischerei ist das pelagische Schleppnetz, das in den letzten Jahrzehnten technisch auch für den Einsatz in größeren Tiefen weiterentwickelt wurde. Zur Schonung von Jungfischen, die für die langfristige Bestandserhaltung besonders wichtig sind, empfehlen Wissenschaftler größere Netzmaschenweiten, durch die die Jungfische hindurchschlüpfen können. Ende Oktober 1997 einigten sich die für die Fischerei zuständigen EU-Minister auf eine Neufassung der Verordnung über technische Maßnahmen zum Schutz der Bestände. In der Makrelenfischerei sind neben dem Schleppnetz auch Wadennetze und Schleppangeln von Bedeutung. Da ausgewachsene Makrelen nach allem schnappen, was glänzt, hat sich die Makrele auch zu einem beliebten Hochseeangelfisch entwickelt, was allerdings mehr von sportlicher als wirtschaftlicher Bedeutung ist.
Die Bewirtschaftung der nationalen Fangquoten und des Fischereiaufwandes sowie die Erteilung von Zugangsberechtigungen für Drittlandsgewässer sind Aufgaben der Bundesanstalt für Landwirtschaft und Ernährung (BLE). Neben der Zuteilung der Fangmöglichkeiten erfolgt die Überwachung der Ausnutzung der zugeteilten Fangquoten und des zugeteilten Fischereiaufwandes. Die Umsetzung technischer Neuerungen bei der Überwachung fischereilicher Aktivitäten, wie das elektronische Logbuch, die elektronische Verkaufsabrechnung und das Satellitenüberwachungssystem sind eine weitere Aufgabe. Darüber hinaus ist die BLE verantwortlich für das Führen der deutschen Fischereistatistik und die Datenversorgung nationaler und internationaler Behörden und Organisationen.

## Fischbestand
Die Bestandsberechnung für die nordostatlantische Makrele wurde im April 2019 überarbeitet, dabei wurden Zeitreihen verändert und Referenzwerte angepasst. Die Ergebnisse zeigen auch rückwirkend einen besseren Zustand, die Laicherbiomasse liegt vollständig im grünen Bereich, nimmt aber stetig ab. Im ersten Halbjahr 2019 wurde der nur alle drei Jahre stattfindende Makreleneier-Survey durchgeführt, die Ergebnisse fließen in die Bestandsberechnung im Oktober 2019 ein.
Auch nach der überarbeiteten Bestandsberechnung ist der Fischereidruck noch zu hoch. Die in den letzten Jahren stärkere Nachwuchsproduktion hat den Bestand wachsen lassen, die Fangmengen waren aber höher als wissenschaftlich empfohlen und die Laicherbiomasse nimmt seit 2015 ab. Die weitere Entwicklung hängt auch von der Stärke der nächsten Jahrgänge ab. Die derzeitigen Fänge sind nur dann mittelfristig nachhaltig, wenn die Nachwuchsproduktion überdurchschnittlich bleibt. Kritisch sind wie in den Vorjahren die Probleme der Fischereinationen, sich auf eine gemeinsame Bewirtschaftung zu einigen.

## Etymologie
Die Bezeichnung Makrele wurde aus dem Altfranzösischen (maquerel) über das Mittelniederländische (makereel) ins Mittelhochdeutsche (macrel) entlehnt. Die weitere Herleitung aus dem Lateinischen ist umstritten.

## Verwendung
Die Makrele gilt als guter Speisefisch, der gleichermaßen zum Dünsten, Braten, Grillen und Räuchern geeignet ist. Das Fleisch ist rötlich, aromatisch und hat einen hohen Fettanteil von 12 Prozent. Die Makrele  lässt sich vergleichsweise einfach entgräten. Sie wird häufig im ganzen oder als Filet heißgeräuchert angeboten, oder auch in Öl oder Tomatensoße eingelegt als Dosenkonserve. In Teilen Süddeutschlands und Österreichs wird sie auch als sogenannter Steckerlfisch zubereitet. Die Nachfrage nach Makrelen in Deutschland ist von 2,0 % (2014) über 0,9 % (2017) auf einen Marktanteil (2018) von 0,6 % gesunken.
| 100 g Makrele (roh) enthalten durchschnittlich: |        |        |               |        |          |         |            |             |           |
| Energie                                         | Wasser | Fett   | Kohlenhydrate | Eiweiß | Phosphor | Selen   | Vitamin B3 | Vitamin B12 | Vitamin D |
| 858 kJ (205 kcal)                               | 63,6 g | 13,9 g | 0 g           | 18,6 g | 217 mg   | 44,1 µg | 9,1 mg     | 8,7 µg      | 16,1 µg   |

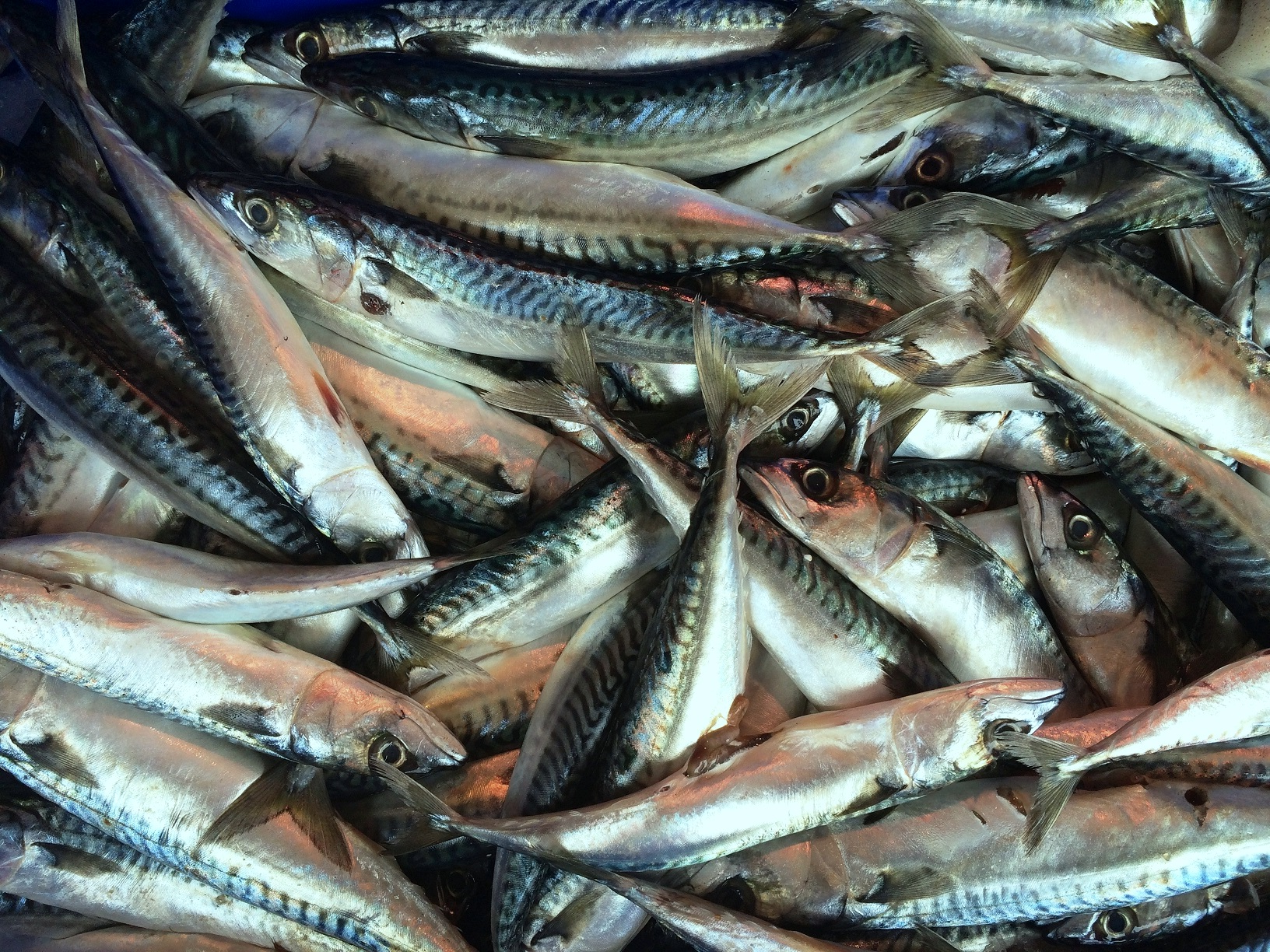
Frische Makrelen in einem Fischgeschäft
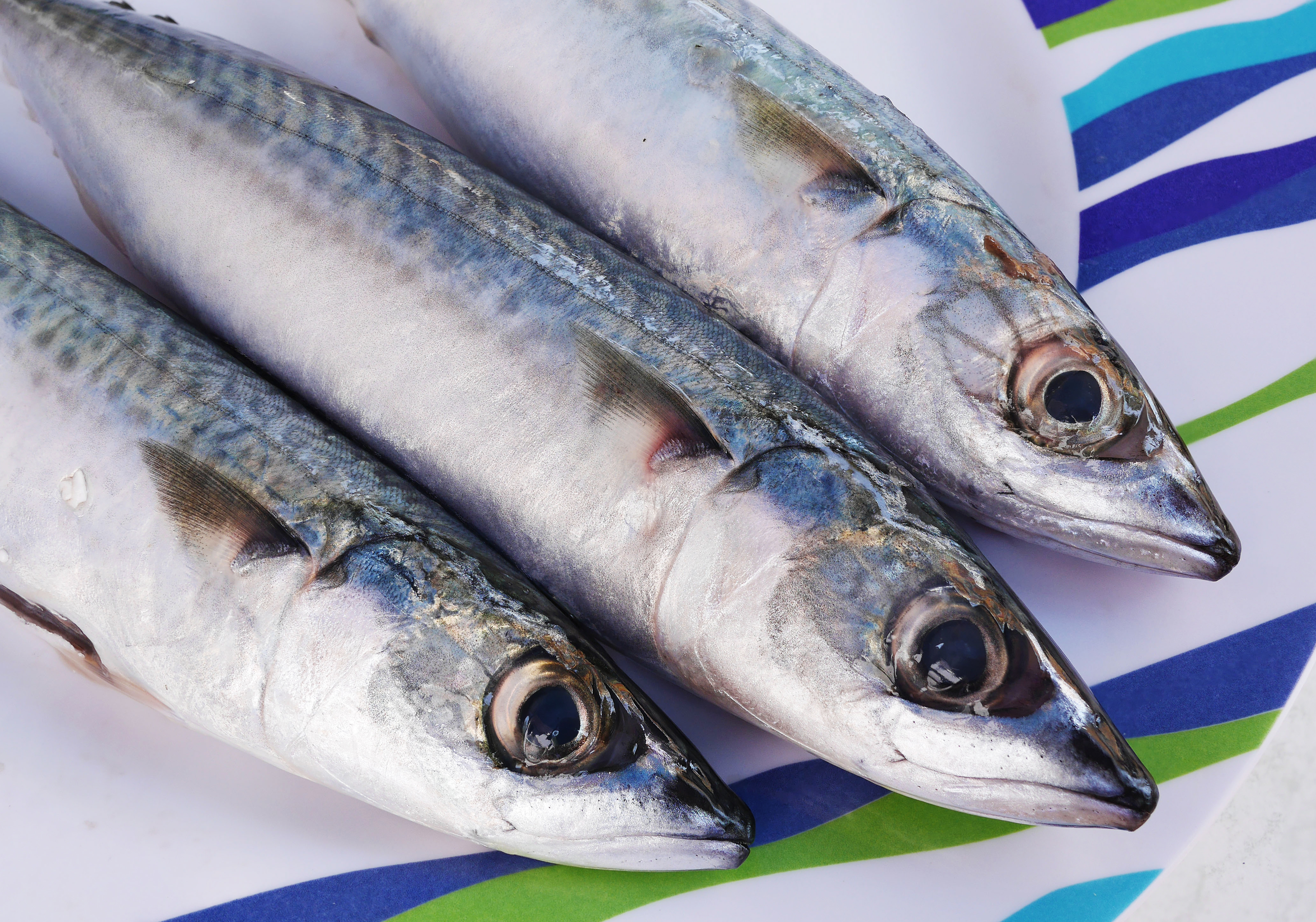
Drei Makrelen
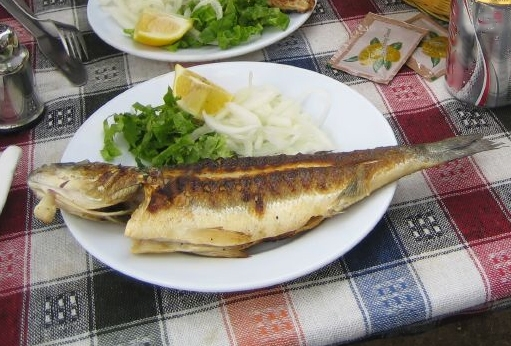
Gegrillte Makrele (ausgenommen und gegrillt)
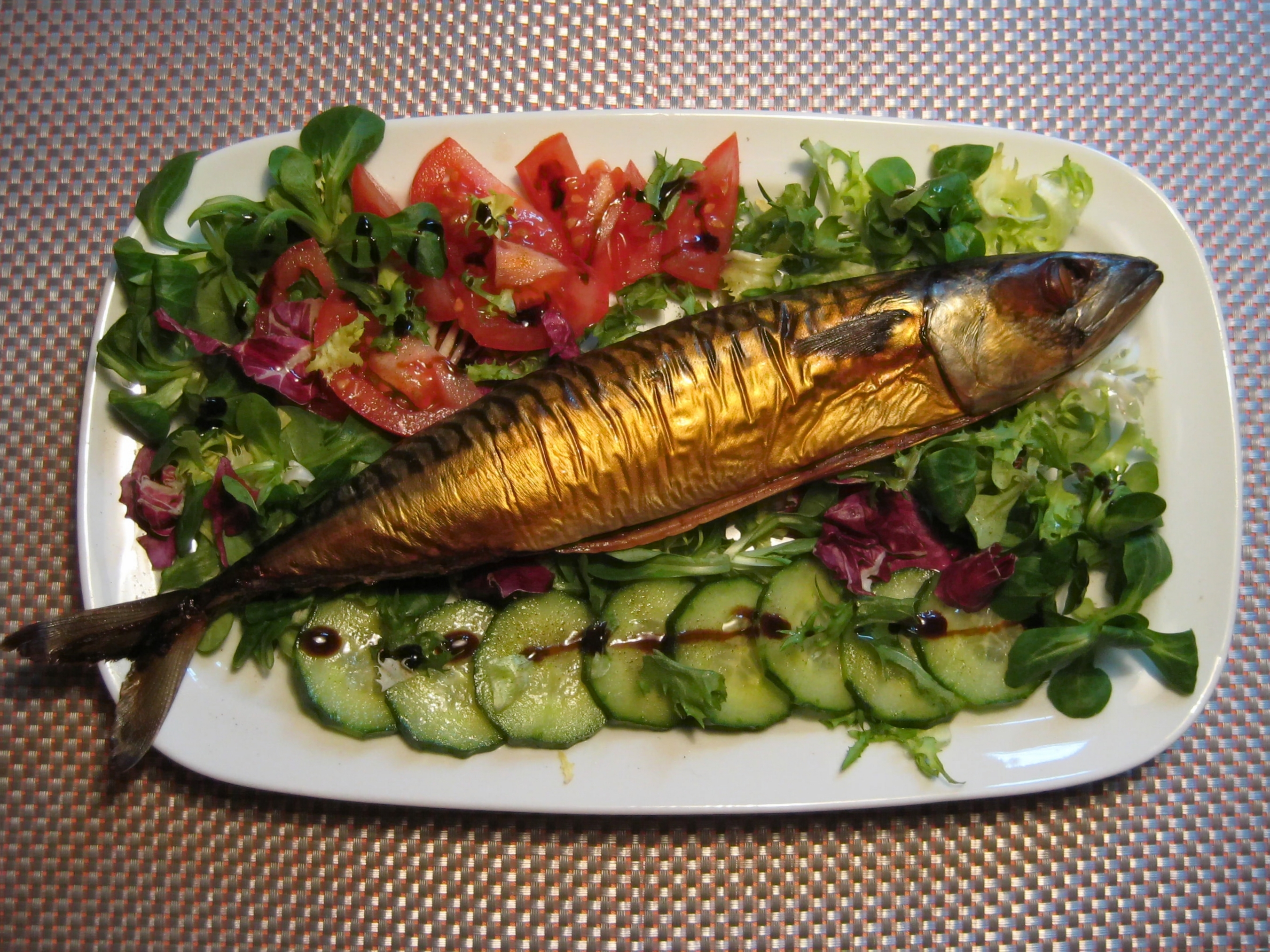
Geräucherte Makrele (ausgenommen und geräuchert) auf Salatbett
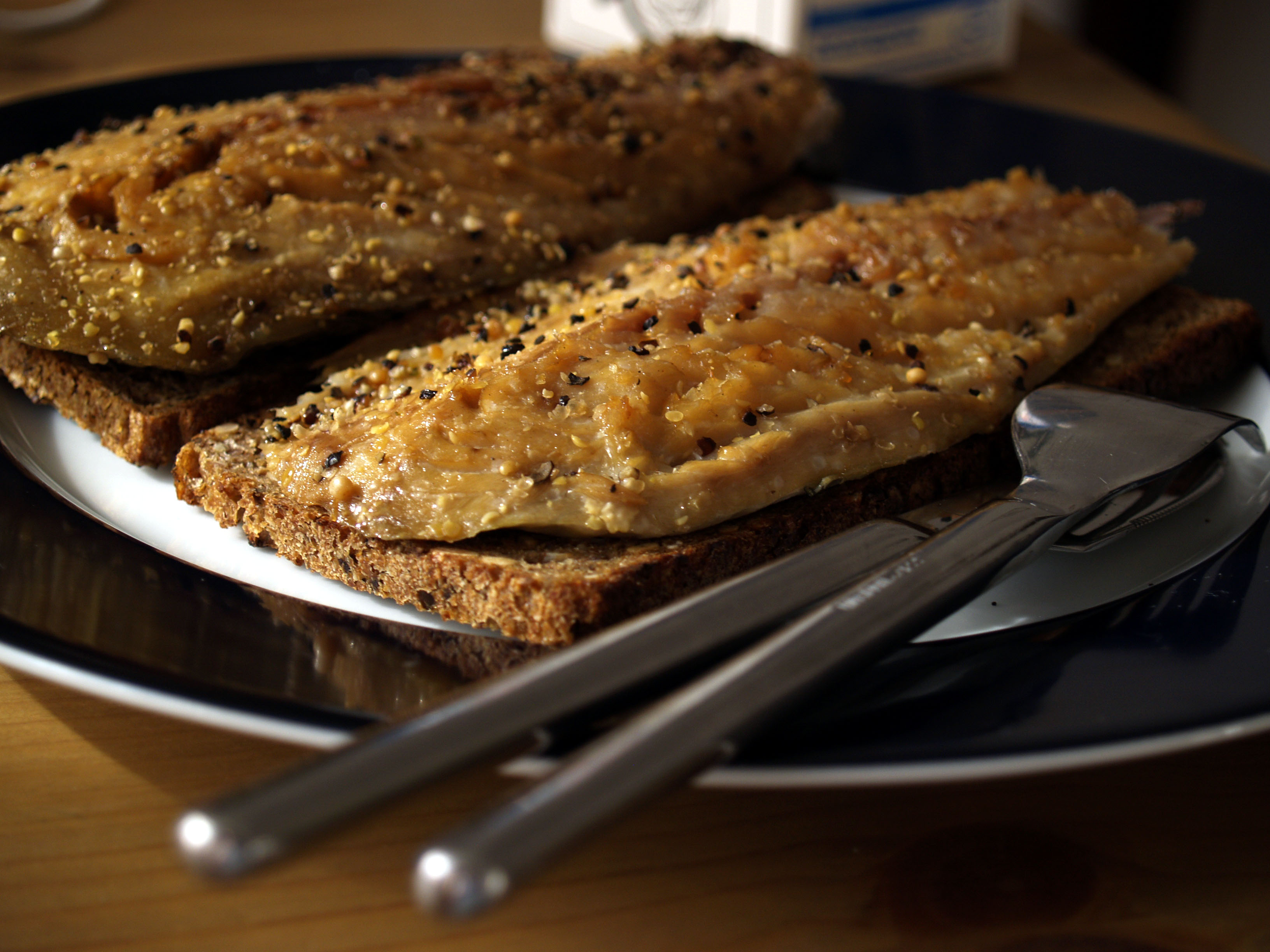
Pfeffermakrele auf Brot (Makrelenfilets mit Pfefferkörnern, geräuchert)
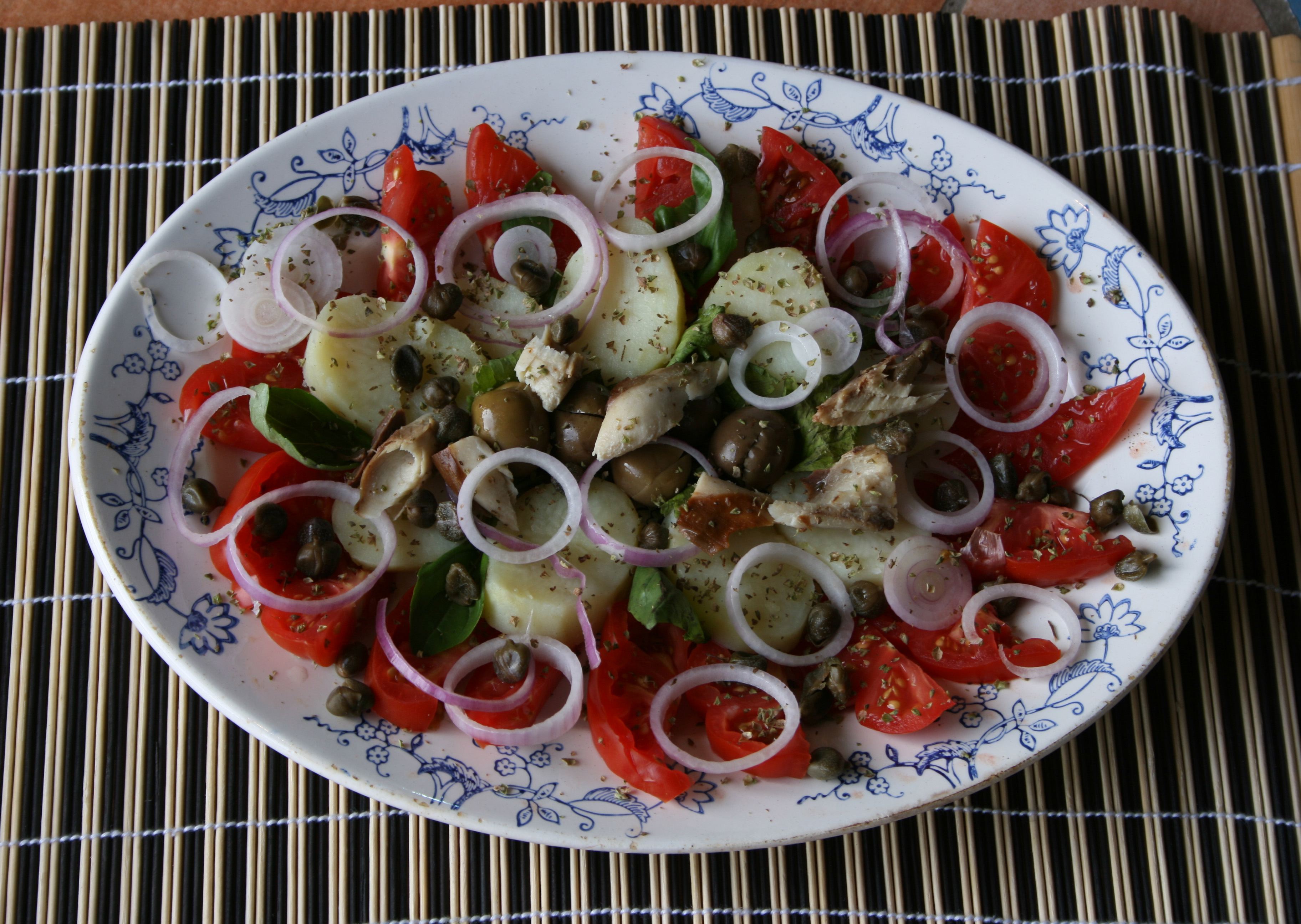
Salat nach Art von Pantelleria mit Makrelenstücken
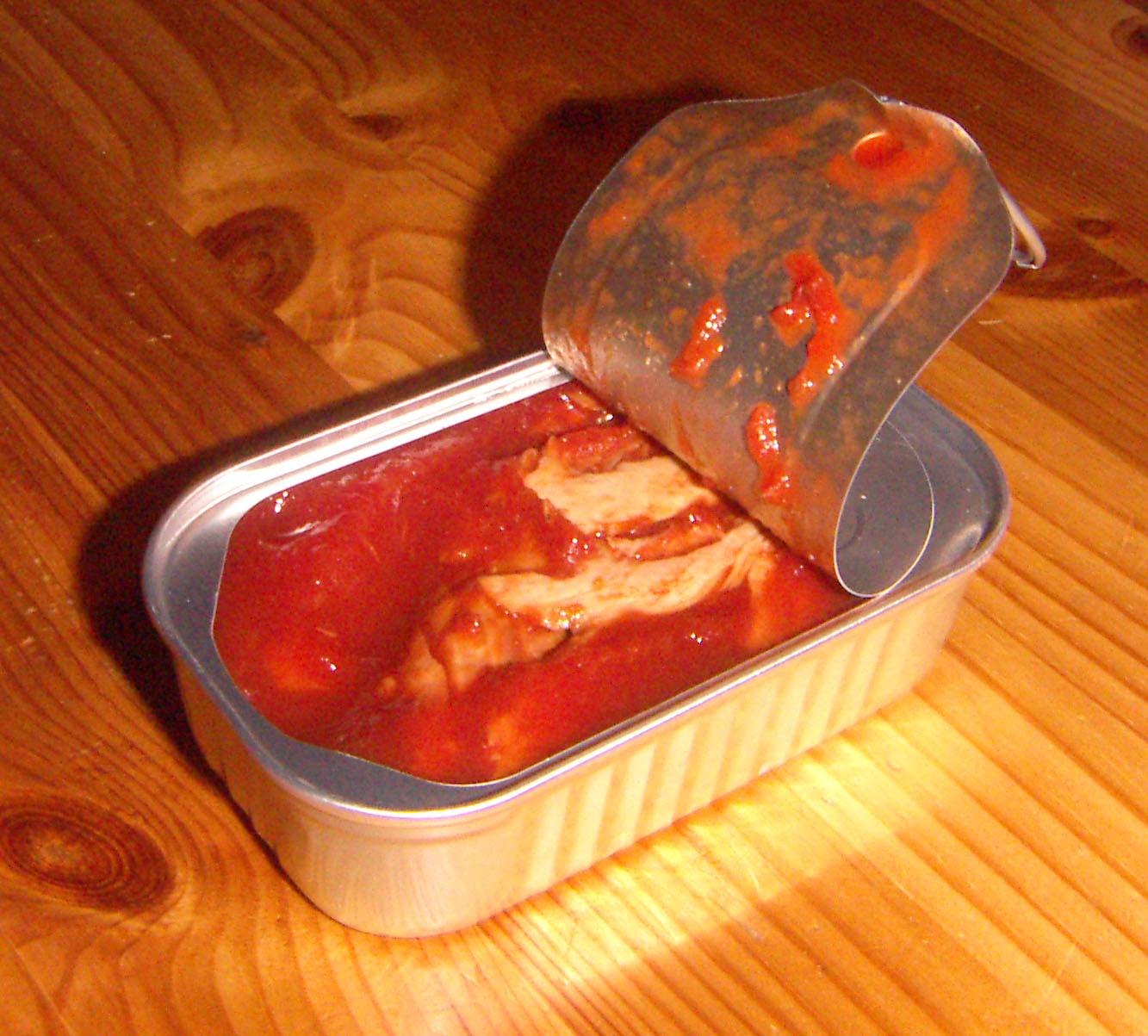
Makrelenfilets in Tomatensoße (Fischkonserve)